# Honkajärvi (sjö i Finland, Kajanaland, lat 64,77, long 28,32)
Honkajärvi är en sjö i Finland. Den ligger i kommunen Hyrynsalmi i landskapet Kajanaland, i den centrala delen av landet, 500 km norr om huvudstaden Helsingfors. Honkajärvi ligger 187 meter över havet. Den är 3,3 meter djup. Arean är 37 hektar och strandlinjen är 3,52 kilometer lång. Sjön  ingår i Uleälvens huvudavrinningsområde. 